# Radar dopplerowski

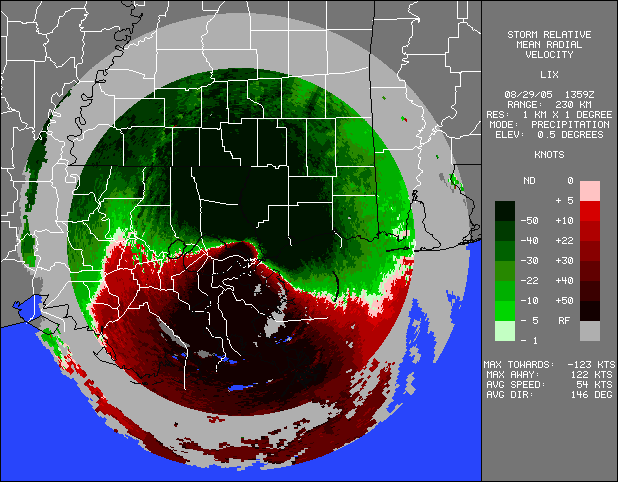
Obraz z radaru dopplerowskiego przedstawiający Huragan Katrina, kolor czerwony pokazuje ruch oddalający się od radaru, a zielony przybliżający się

Radar dopplerowski – radar, w którym wykorzystywane jest zjawisko przesunięcia dopplerowskiego wywołanego ruchem obiektów, od których następuje odbicie.
Wyróżnia się trzy typy radarów dopplerowskich:
- impulsowe – wysyła krótkie impulsy o dokładnie określonej częstotliwości i czasie trwania impulsu,
- o wiązce ciągłej – cały czas wysyła wiązkę promieniowania o określonej częstotliwości,
- o wiązce modulowanej częstotliwościowo (FM).

Przy odbiorze wiązki w radarach w zależności od typu radaru analizuje się natężenie odbieranej wiązki, czas powrotu wiązki, a w dopplerowskich dodatkowo jej częstotliwość, na podstawie której określa się prędkość poruszającego się obiektu.
Radar stosowany jest nie tylko do wykrywania obiektów i określania ich położenia, ale także kierunku (zbliżanie, oddalanie) oraz prędkości zbliżania/oddalania się.
Stosowane są w meteorologii do wykrywania chmur, prędkości przesuwania się chmur, ruchu powietrza. Przez policję do określania prędkości poruszania się pojazdów.
Oparty na radarze dopplerowskim system nawigacyjny DISS był stosowany na wielu statkach powietrznych ze Związku Radzieckiego, między innymi na Mi-8, gdzie służył także do kontroli precyzji zawisu, oraz na An-24/An-26 pod nazwą NAS-1. Urządzenie DNS działające na podobnej zasadzie stosowane było także na zachodzie, np. w Boeingu 707, lecz szybko zostało wyparte przez prostszy w obsłudze i dokładniejszy INS (system nawigacji bezwładnościowej).